# Talsperre La Ribeira
Die Talsperre La Ribeira (spanisch Presa de La Ribeira) ist eine Talsperre mit Wasserkraftwerk in der Gemeinde As Pontes de García Rodríguez, Provinz A Coruña, Spanien. Sie staut den Fluss Eume zu einem Stausee auf. Die Talsperre dient der Stromerzeugung. Sie wurde 1961 fertiggestellt. Die Talsperre ist im Besitz von Endesa Generacion S.A. und wird auch von Endesa betrieben.

## Absperrbauwerk
Das Absperrbauwerk ist eine Gewichtsstaumauer aus Beton mit einer Höhe von 54 m über der Gründungssohle. Die Mauerkrone liegt auf einer Höhe von 401 m über dem Meeresspiegel. Die Länge der Mauerkrone beträgt 280 m. Das Volumen beträgt 140.000 m³.
Die Staumauer verfügt über eine Hochwasserentlastung, über die maximal 500 m³/s abgeleitet werden können. Das Bemessungshochwasser liegt bei 500 m³/s.

## Stausee
Beim normalen Stauziel von 400 m erstreckt sich der Stausee über eine Fläche von rund 1,62 km² und fasst 33 Mio. m³ Wasser; davon können 32 Mio. m³ genutzt werden.

## Kraftwerk
Das Kraftwerk ging 1965 in Betrieb; seine installierte Leistung beträgt 5,9 (bzw. 5,94 oder 6) MW. Es befindet sich am Fuß der Talsperre auf der rechten Flussseite.